# Unterseeboot 610
L'Unterseeboot 610 ou U-610 est un sous-marin allemand (U-Boot) de type VIIC utilisé par la Kriegsmarine pendant la Seconde Guerre mondiale.
Le sous-marin fut commandé le 22 mai 1940 à Hambourg (Blohm & Voss), sa quille fut posée le 5 avril 1941, il fut lancé le 24 décembre 1941 et mis en service le 19 février 1942, sous le commandement de l'Oberleutnant zur See Walter Freiherr von Freyberg-Eisenberg-Allmendingen.
Il fut coulé dans l'Atlantique Nord par des charges de profondeurs de l'aviation canadienne, en octobre 1943.

## Conception
Unterseeboot type VII, l'U-610 avait un déplacement de 769 tonnes en surface et 871 tonnes en plongée. Il avait une longueur totale de 67,10 m, un maître-bau de 6,20 m, une hauteur de 9,60 m et un tirant d'eau de 4,74 m. Le sous-marin était propulsé par deux hélices de 1,23 m, deux moteurs diesel Germaniawerft M6V 40/46 de 6 cylindres en ligne de 1 400 cv à 470 tr/min, produisant un total de 2 060 à 2 350 kW en surface et de deux moteurs électriques BBC GG UB 720/8 de 375 cv à 295 tr/min, produisant un total 550 kW, en plongée. Le sous-marin avait une vitesse en surface de 17,7 nœuds (32,8 km/h) et une vitesse de 7,6 nœuds (14,1 km/h) en plongée. Immergé, il avait un rayon d'action de 80 milles marins (150 km) à 4 nœuds (7,4 km/h; 4,6 milles par heure) et pouvait atteindre une profondeur de 230 m. En surface son rayon d'action était de 8 500 milles nautiques (soit 15 700 km) à 10 nœuds (19 km/h). 
L'U-610 était équipé de cinq tubes lance-torpilles de 53,3 cm (quatre montés à l'avant et un à l'arrière) qui contenait quatorze torpilles. Il était équipé d'un canon de 8,8 cm SK C/35 (220 coups) et d'un canon antiaérien de 20 mm Flak. Il pouvait transporter 26 mines TMA ou 39 mines TMB. Son équipage comprenait 4 officiers et 40 à 56 sous-mariniers.

## Historique
Il effectue sa phase d'entraînement à la 5. Unterseebootsflottille jusqu'au 30 septembre 1942, puis intègre sa formation de combat dans la 6. Unterseebootsflottille.
Le sous-marin quitte Kiel le 12 septembre 1942 pour l'Atlantique. À partir du 20 septembre, l'U-610 stationne temporairement dans le détroit de Danemark avec l'U-253 et l'U-620. L'U-610 fit ensuite mouvement vers le Sud, vers le centre de l'Atlantique Nord avant de torpiller et d'envoyer par le fond un cargo à vapeur britannique du convoi SC-101, le 29 septembre 1942.
En route vers la France, il envoya par le fond un cargo à vapeur américain, traînard du convoi ON-137, le 19 octobre 1942 au nord des Açores.
En décembre 1942, les groupes eurent ordre d'intercepter les convois sortant de la Manche. Le 15 décembre 1942, l'U-609 signala le convoi ON 153 et appela d'autres U-Boote. Le lendemain matin, l'U-610 torpilla deux pétroliers (un norvégien qu'il coula et un britannique qu'il endommagea) du convoi dans le centre de l'Atlantique Nord.
Le 8 mars 1943, il prit a nouveau la mer pour patrouiller dans l'Atlantique. L'U-610 rejoignit le groupe Stürmer, formé le 14 mars, dans l'ouest-nord-ouest de l'Irlande. Le groupe prend part à la plus grande opération contre des convois de la Seconde Guerre mondiale : celles contre les convoi HX-229 et SC-122 du 16 au 19 mars 1943. Lors de ces opérations, l'U-610 ne rencontra aucun succès. Le 19 mars, le submersible subit une attaque aérienne effectuée par un Consolidated B-24 Liberator du Sqn 120 qui lui lança des charges de profondeur sans l'endommager.
Le groupe opéra ensuite contre le convoi HX-230, parti le 18 mars 1943 de New York pour Liverpool. Seul l'U-415 et l'U-610 approchèrent de ce convoi. Une tempête qui se changea en ouragan empêcha l'attaque. La poursuite du convoi HX-230 continua et l'U-610 envoya par le fond un cargo à vapeur américain tard dans la soirée du 29 mars 1943, à l'ouest de Rockall. Le mauvais temps continuant empêcha d'utiliser les torpilles ; l'opération se termina le 30 mars 1943.
Dans les premières heures du 8 octobre 1943, l'U-610 attaque sans succès un destroyer de l'escorte du convoi SC 143. Plus tard dans la journée, à 17 h 34, l'U-610 fut aperçu en surface, dans l'ouest-sud-ouest de Rockall, par un Sunderland canadien du Sqn 423. Sur quatre charges de profondeur lancées, trois explosèrent, coulant l'U-610 à la position géographique 55° 45′ N, 24° 33′ O. Quinze hommes d'équipage furent aperçus dans l'eau lors du naufrage ; ils ne furent pas retrouvés.
Les 51 membres d'équipage sont morts dans cette attaque.

## Affectations
- 5. Unterseebootsflottille du 19 février 1942 au 30 septembre 1942 (Période de formation).
- 6. Unterseebootsflottille du 1er octobre 1942 au 8 octobre 1943 (Unité combattante).

## Commandement
- Kapitänleutnant Walter Freiherr von Freyberg-Eisenberg-Allmendingen du 19 février 1942 au 8 octobre 1943 (Croix allemande).

## Patrouilles
|       | Commandant                                                 | Départ            | Départ        | Arrivée          | Arrivée       | Jours     | Succès   |
| ----- | ---------------------------------------------------------- | ----------------- | ------------- | ---------------- | ------------- | --------- | -------- |
| 1     | Kptlt. Walter Freiherr von Freyberg-Eisenberg-Allmendingen | 12 septembre 1942 | Kiel          | 31 octobre 1942  | Saint-Nazaire | 50 jours  | 7 972    |
| 2     | Kptlt. Walter Freiherr von Freyberg-Eisenberg-Allmendingen | 22 novembre 1942  | Saint-Nazaire | 26 décembre 1942 | Saint-Nazaire | 35 jours  | 15 676   |
| 3     | Kptlt. Walter Freiherr von Freyberg-Eisenberg-Allmendingen | 8 mars 1943       | Saint-Nazaire | 12 mai 1943      | Saint-Nazaire | 66 jours  | 7 176    |
|       | Kptlt. Walter Freiherr von Freyberg-Eisenberg-Allmendingen | 4 septembre 1943  | Saint-Nazaire | 8 septembre 1943 | Saint-Nazaire | 5 jours   |          |
| 4     | Kptlt. Walter Freiherr von Freyberg-Eisenberg-Allmendingen | 12 septembre 1943 | Saint-Nazaire | 8 octobre 1943   | Coulé         | 27 jours  |          |
| Total | Total                                                      | Total             | Total         | Total            | Total         | 183 jours | 30 824 t |

Note : Kptlt. = Kapitänleutnant

### Opérations Wolfpack
L'U-610 opéra avec les Rudeltaktik (meute de loups) durant sa carrière opérationnelle.
- Luchs (27 septembre - 6 octobre 1942)
- Panther (6-20 octobre 1942)
- Draufgänger (29 novembre – 11 décembre 1942)
- Ungestüm (11-13 décembre 1942)
- Raufbold (13-18 décembre 1942)
- Dränger (14-20 mars 1943)
- Seeteufel (23-30 mars 1943)
- Meise (11-27 avril 1943)
- Rossbach (24 septembre – 8 octobre 1943)

## Navires coulés
L'U-610 coula 4 navires marchands totalisant 21 273 tonneaux et 1 endommagea navire marchand de 9 551 tonneaux au cours des 4 patrouilles (183 jours en mer) qu'il effectua.
| Date              | Nom                 | Nationalité | Tonnage | Convoi | Fait      | Localisation         |
| ----------------- | ------------------- | ----------- | ------- | ------ | --------- | -------------------- |
| 29 septembre 1942 | Lifland             | Royaume-Uni | 2 254   | SC-101 | Coulé     | 55° 57′ N, 24° 55′ O |
| 19 octobre 1942   | Steel Navigator     | USA         | 5 718   | ON-137 | Coulé     | 49° 45′ N, 31° 20′ O |
| 16 décembre 1942  | Bello               | Norvège     | 6 125   | ON-153 | Coulé     | 51° 45′ N, 23° 50′ O |
| 16 décembre 1942  | Regent Lion         | Royaume-Uni | 9 551   | ON-153 | Endommagé | 50° 49′ N, 24° 07′ O |
| 29 mars 1943      | William Pierce Frye | USA         | 7 176   | HX-230 | Coulé     | 56° 57′ N, 24° 15′ O |